# معلق شدن در هوا (فراهنجار)

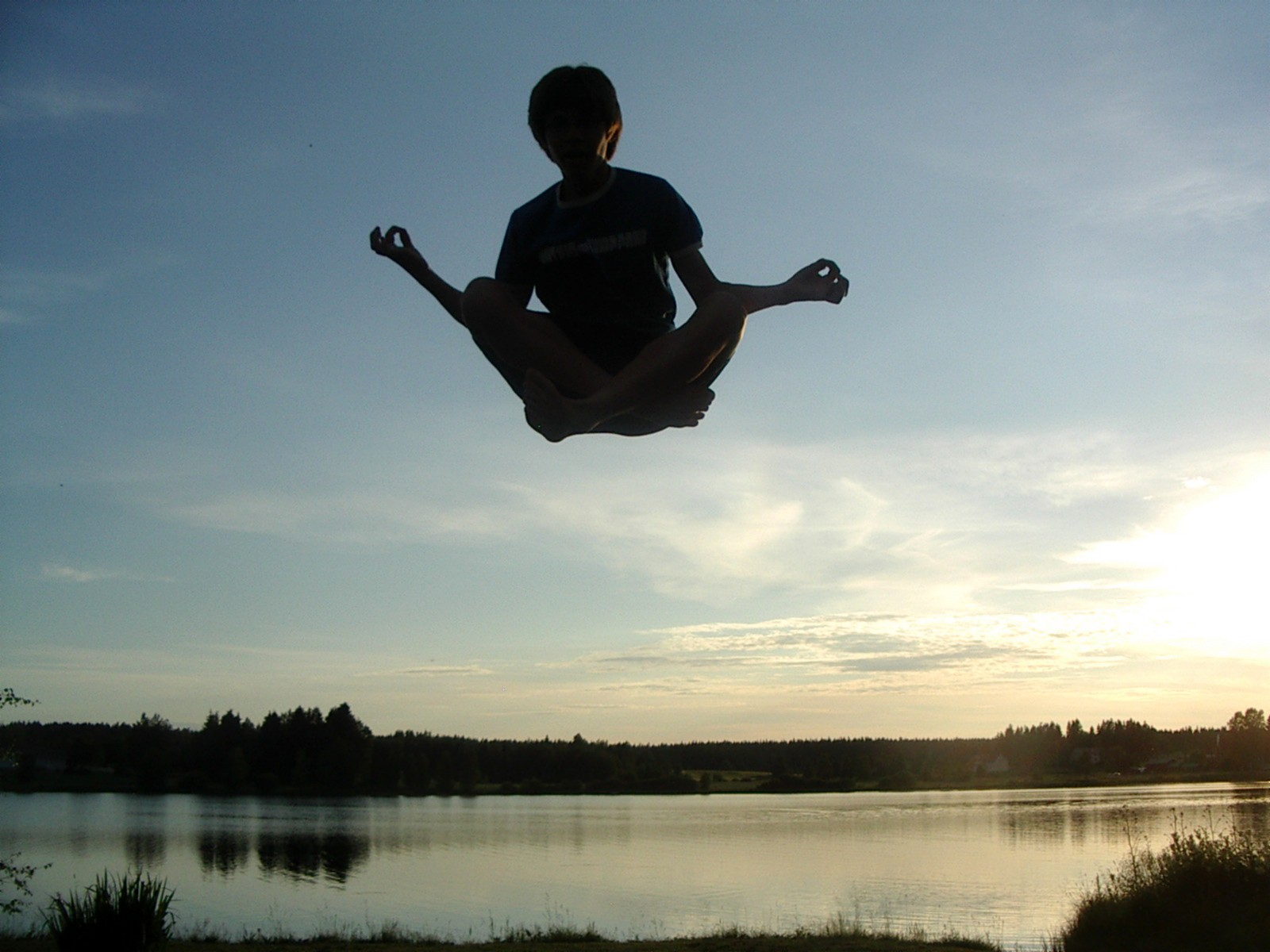
تصویری نمایشی از یک فرد معلق در هوا

معلق شدن یا شناوری در هوا در باورهای فراهنجار عبارت است از بلند شدن بدن انسان و دیگر اشیاء به هوا به روش‌های عرفانی. برخی معتقدان فراروان‌شناسی و مذهبی، موارد مورد ادعای معلق شدن در هوا را نتیجهٔ عمل فراطبیعی ناشی از قدرت یا انرژی معنوی فرد تعبیر می‌کنند. جامعهٔ علمی عنوان می‌کند که هیچ مدرکی دال بر واقعیت این پدیده وجود ندارد و مواردی که ادعا می‌شود اتفاق افتاده با علل طبیعی (مانند حیله‌های تردستی، وهم و توهم) قابل توجیه هستند.